# FS ALn 990
Die ALn 990 der Italienischen Staatsbahn (FS) waren Verbrennungstriebwagen, die auf Haupt- und Nebenstrecken ab 1950 bis 1988 zum Einsatz kamen.

## Geschichte
Nach dem Zweiten Weltkrieg hatte die italienische Staatsbahn eine Bedarf an Fahrzeugen für den schnellen und komfortablen Personentransport auf Haupt- und Nebenstrecken. Um das Angebotsprogramm im Dieselbereich abzurunden, wurden als Ergänzung zu den Triebwagen vom Typ FS ALn 772 moderne Zweirichtungsfahrzeuge benötigt, die im Betrieb mit Beiwagen über eine durchgehende Verbindung verfügen.
1947 gab die Staatsbahn den Auftrag zum Bau der Triebwagen an die beiden Unternehmen Fiat Ferroviaria und Officine Meccaniche (OM). 24 Exemplare mit den Ordnungsnummern 1001–1024 stellte Fiat her und 39 Stück mit den Nummern 3001–3039 wurden bei OM gebaut. Beide Hersteller lieferten außerdem 15 Beiwagen (5 Fiat, 10 OM), die bis auf den fehlenden Antrieb baugleich waren. Im Sommer 1950 wurden die ersten beiden Züge von Fiat ausgeliefert und auf der Strecke Mailand—Venedig mit Erfolg eingesetzt. Neben Strecken in Norditalien war Sizilien ein Schwerpunkt des Einsatzes der ALn 990. Mit der zunehmenden Elektrifizierung des italienischen Netzes verlagerte sich die Verwendung auf Nebenstrecken. Im Laufe der Zeit zeigten sich Schwächen durch Überhitzung der Maschine und Verschleiß am Antrieb. Die bei Fiat gebauten Fahrzeuge 1002, 1006, 1015 und 1020 brannten ab, der Verlauf der Ölleitung wurde als Ursache angenommen. Die letzten Fahrzeuge wurden 1988 ausgemustert.
Einige ALn 990-Triebwagen wurden nach Spanien und Argentinien exportiert.

## Beschreibung
Der 4-Takt-Dieselmotor war ein Zwölfzylinder-Boxermotor vom Typ OM–Saurer SBD 12. Er wurde nach Saurer-Lizenz bei OM gebaut und leistete 480 PS (353 kW) bei 1400/min. Anders als bei den ALn 772-Fahrzeugen, die den Motor vorne hatten, war der Motor unter dem Wagenkasten installiert. Fiat verwendete ein Fünfgang-Getriebe, während OM ein hydraulisches Getriebe nach Ljungstroms-Lizenz einbaute.
Für die Drehgestelle verwendete Fiat die Konstruktion vom Typ ALn 772 mit einem Achsabstand von 3000 mm und OM eine Neukonstruktion mit einem etwas längerem Abstand von 3200 mm. Ein weiteres Unterscheidungsmerkmal waren die vier, paarweise pro Seite angeordneten Türen: Flügeltüren bei Fiat und Türen mit pneumatisch gesteuerten Faltenbälgen bei OM.
Der Innenraum war für damalige Verhältnisse großzügig, er hatte große Fensterflächen und war nicht durch Abteile geteilt. Es gab zwei Plätze der ersten Klasse, die anderen 88 Sitze entsprachen der zweiten Klasse.